# Augustin Václav Möltzer
Augustin Václav Möltzer (22. října 1695, Česká Lípa – 27. června 1757, Horní Police) byl český katolický kněz, 2. infulovaný arciděkan v Horní Polici v letech 1747–1757.

## Život

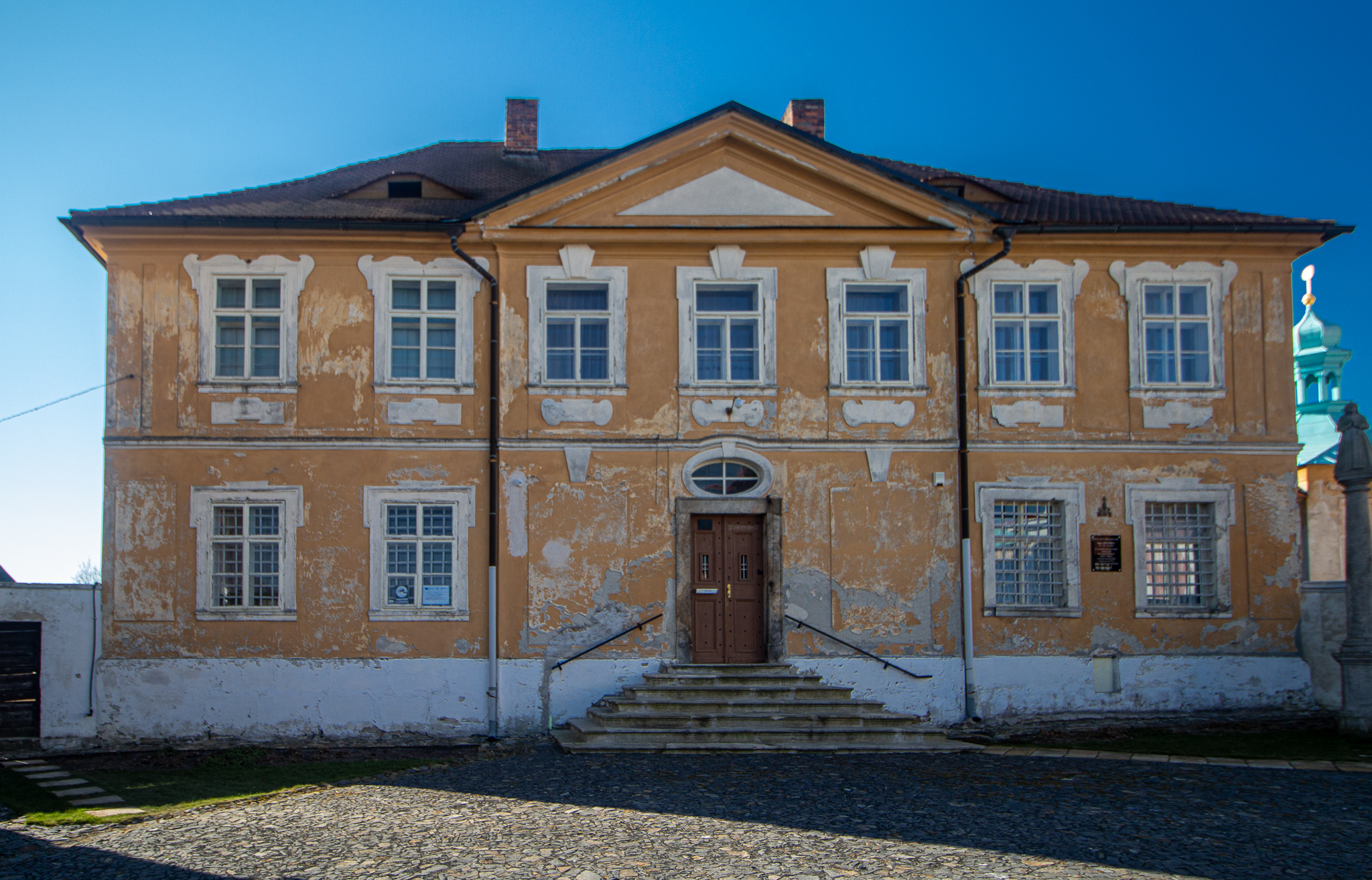
Budova arciděkanství v Horní Polici

Stejně jako předchůdce Jan Jindřich Karel Möltzer, s nímž ho pojil příbuzenský vztah, pocházel z České Lípy. Druhý hornopolický arciděkan byl totiž synovcem zemřelého prvního polického arciděkana.
Stal se nejprve knězem litoměřické diecéze a dne 14. ledna 1747 byl instalován do úřadu arciděkana v Horní Polici, a stal se v pořadí druhým, podle ustanovení papežského breve ze 6. prosince 1736 papeže Klementa XII., infulovaným arciděkanem s právem používat pontifikálie jako opat (latinsky „ad instar Abbatum”).
Úřad vykonával deset let až do své smrti dne 25. června 1757. Zemřel v 61 letech v Horní Polici a byl pak pohřben v tamním kostele Navštívení Panny Marie, který měl za svého života v duchovní správě.